# Konrad Veenenbos
Konrad Veenenbos, född 6 juli 2004, är en nederländsk fäktare som tävlar i värja.

## Karriär
Vid EM 2025 i Genua tog Veenenbos silver tillsammans med Rafaël Tulen, Tristan Tulen och David van Nunen i lagtävlingen i värja efter en finalförlust mot Frankrike.